# Bajos
| okres / system                         | epoka / oddział   | wiek / piętro | Wiek (mln lat) |
| -------------------------------------- | ----------------- | ------------- | -------------- |
| kreda                                  | wczesna           | berrias       | młodsze        |
| jura                                   | górna (malm)      | tyton         | 145,0–152,1    |
| jura                                   | górna (malm)      | kimeryd       | 152,1–157,3    |
| jura                                   | górna (malm)      | oksford       | 157,3–163,5    |
| jura                                   | środkowa (dogger) | kelowej       | 163,5–166,1    |
| jura                                   | środkowa (dogger) | baton         | 166,1–168,3    |
| jura                                   | środkowa (dogger) | bajos         | 168,3–170,3    |
| jura                                   | środkowa (dogger) | aalen         | 170,3–174,1    |
| jura                                   | wczesna (lias)    | toark         | 174,1–182,7    |
| jura                                   | wczesna (lias)    | pliensbach    | 182,7–190,8    |
| jura                                   | wczesna (lias)    | synemur       | 190,8–199,3    |
| jura                                   | wczesna (lias)    | hettang       | 199,3–201,3    |
| trias                                  | późny             | retyk         | starsze        |
| Podział jury według ICS, sierpień 2012 |                   |               |                |

Bajos (ang. Bajocian)
- w sensie geochronologicznym: drugi wiek środkowej jury, trwający według przyjmowanego do 2012 roku przez Międzynarodową Komisję Stratygrafii podziału jury około 4 miliony lat (od 171,6 ± 3,0 do 167,7 ± 3,5 mln lat temu)[1]; w roku 2012 Komisja poprawiła datowanie na od 170,3 ± 1,4 do 168,3 ± 1,3 mln lat temu[2]. Bajos jest młodszy od aalenu a starszy od batonu.

- w sensie chronostratygraficznym: drugie piętro środkowej jury, wyższe od aalenu a niższe od batonu. Stratotyp bajosu znajduje się na północ od przylądka Cabo Montego w Portugalii. Dolną granicę bajosu wyznacza pierwsze pojawienie się amonitów z rodzaju Hyperlioceras.

Nazwa piętra (wieku) pochodzi od nazwy miasta Bayeux w Normandii (Francja).

## Fauna bajosu

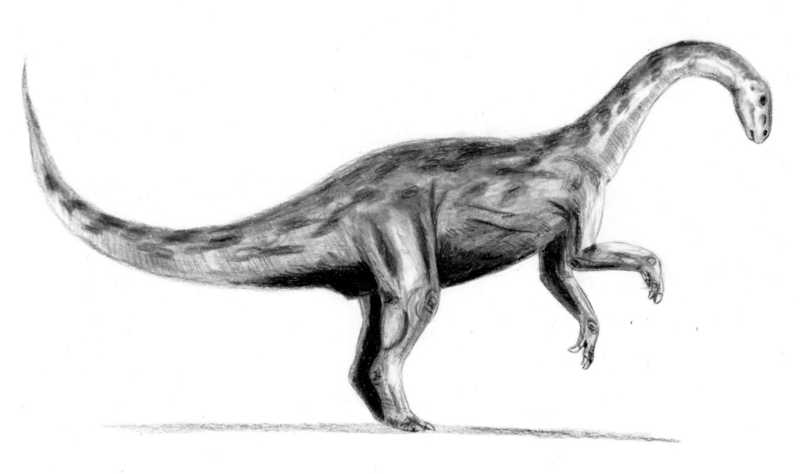
Junnanozaur

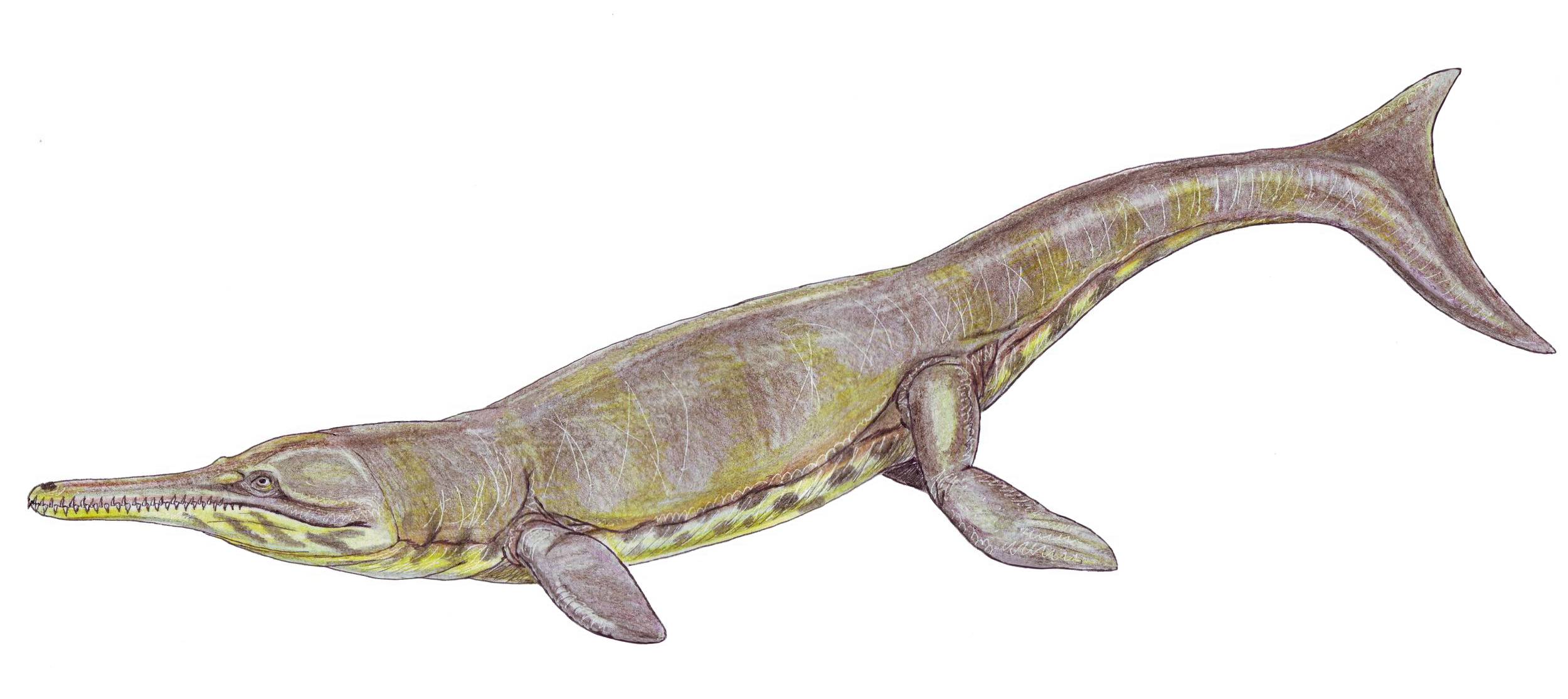
Metriorynch

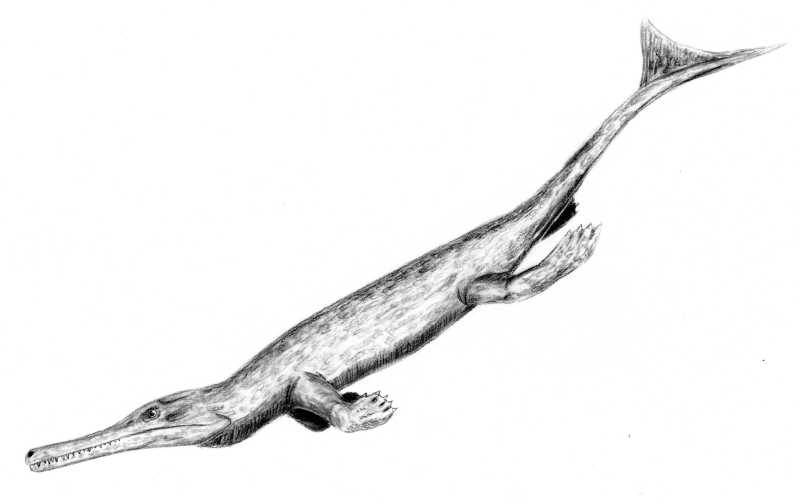
Teleidosaurus

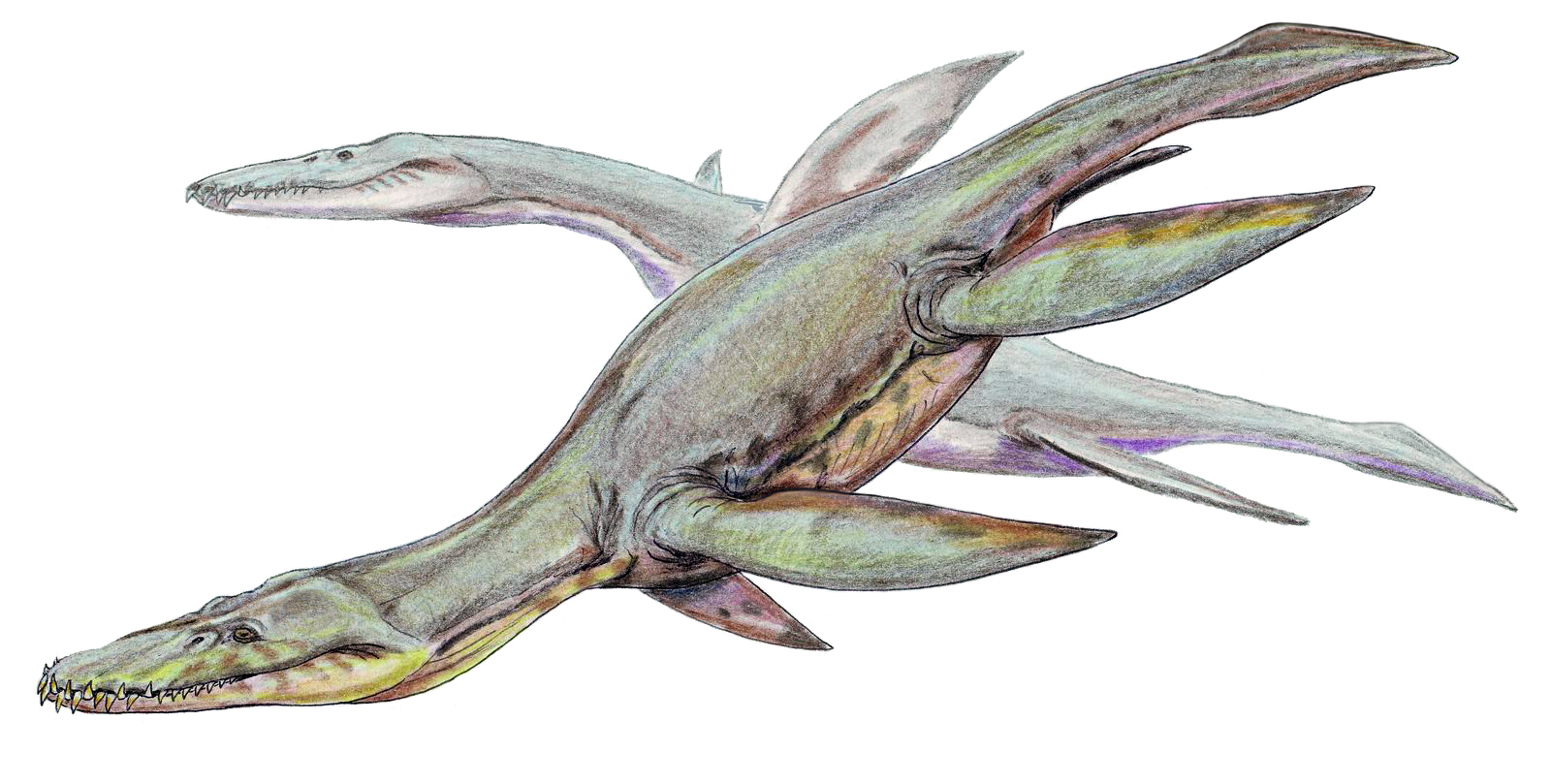
Simolestes

### Teropody
- Ozraptor – ceratozaur; Australia

### Zauropody
- Retozaur – Queensland

### Prozauropody
- Junnanozaur – junnanozaur; Chiny

### Krokodylomorfy
- Metriorynch – Thalattosuchia; Anglia, Francja, Niemcy[3], Argentyna[4], Chile[5]
- Steneosaurus – Thalattosuchia; Wielka Brytania, Francja, Niemcy, Szwajcaria, Maroko
- Teleozaur – Thalattosuchia[6]
- Teleidosaurus – Thalattosuchia[7]

### Plezjozaury
- Simolestes keileni – pliozaur; Francja, w innych piętrach Anglia i Indie
- Maresaurus – pliozaur; Argentyna

### Amonity
- Alfeldites[8]
- Apsorroceras[8]
- Asphinctites[8]
- Asthenoceras[8]
- Bigotites[8]
- Bradfordia[8]
- Cadomites[8]
- Cadomoceras[8]
- Caumontisphinctes[8]
- Chondroceras[8]
- Cleistosphinctes[8]
- Cranocephalites[8]
- Darellia[8]
- Dimorphinites[8]
- Diplesioceras[8]
- Docidoceras[8]
- Dorsetensia[8]
- Durotrigensia[8]
- Duashnoceras[8]
- Emileia[8]
- Eocephalites[8]
- Epistrenoceras[8]
- Ermoceras[8]
- Euaptetoceras[8]
- Eudmetoceras[8]
- Euhoploceras[8]
- Fissilobiceras[8]
- Fontannesia[8]
- Frogdenites[8]
- Garantiana[8]
- Guhsania[8]
- Graphoceras[8]
- Haplopleuroceras[8]
- Hebetoxyites[8]
- Hlawiceras[8]
- Hyperlioceras[8]
- Kosmermoceras[8]
- Kumatostephanus[8]
- Labyrinthoceras[8]
- Leptosphinctes[8]
- Lissoceras[8]
- Lupherites[8]
- Magharina[8]
- Megasphaeroceras[8]
- Metrolytoceras[8]
- Nannolytoceras[8]
- Newmarracarroceras[8]
- Normannites[8]
- Oecoptychius[8]
- Oecotraustes[8]
- Okribites[8]
- Oppelia[8]
- Orthogarantiana[8]
- Otoites[8]
- Oxycerites[8]
- Padragosiceras[8]
- Parastrenoceras[8]
- Parkinsonia[8]
- Phaulostephanus[8]
- Poecilomorphus[8]
- Praebigotites[8]
- Praeparkinsonia[8]
- Praestrigites[8]
- Procerites[8]
- Prorsisphinctes[8]
- Protoecotrausites[8]
- Pseudogarantiana[8]
- Pseudotoites[8]
- Reynesella[8]
- Shirbuirnia[8]
- Siemiradzkia[8]
- Skirroceras[8]
- Skolekostephanus[8]
- Sohlites[8]
- Sonninia[8]
- Sphaeroceras[8]
- Spinammatoceras[8]
- Spiroceras[8]
- Stegoxyites[8]
- Stemmatoceras[8]
- Strenoceras[8]
- Strigoceras[8]
- Subcollina[8]
- Telermoceras[8]
- Teloceras[8]
- Thamboceras[8]
- Toxamblyites[8]
- Toxolioceras[8]
- Trilobiticeras[8]
- Trimarginia[8]
- Tugurites[8]
- Vermisphinctes[8]
- Witchellia[8]
- Zemistephanus[8]
- Zurcheria[8]

### Łodzikowce
- Ophionautilus[8]
- Somalinautilus[8]

### Belemnity
- Belemnitina[8]
- Hibolites[8]
- Holcobelus[8]
- Produvalia[8]
- Sachsibelus[8]